# Voodoo Lounge Live

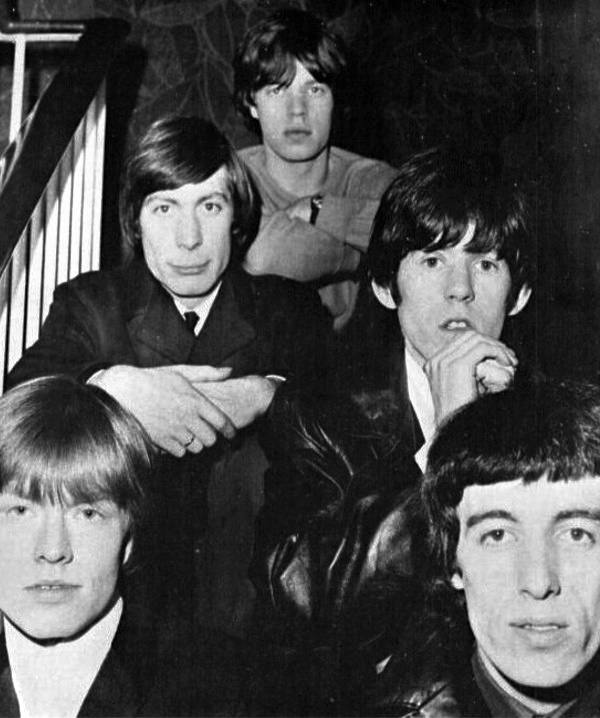

Voodoo Lounge Live is een registratie van een concert van The Rolling Stones tijdens de Voodoo Lounge Tour 1994 in het Joe Robbie Stadion te Miami, Florida, VS. Speciale gasten tijdens het concert waren: Bo Diddley (tijdens het nummer Who Do You Love) en Robert Cray (tijdens het nummer Stop Breaking Down)

## Nummers
1. Not Fade Away
2. Tumbling Dice
3. You Got Me Rocking
4. (I Can't Get No) Satisfaction
5. Angie
6. Sweet Virginia
7. It's All Over Now
8. Stop Breaking Down (met Robert Cray)
9. Who Do You Love (met Bo Diddley)
10. Miss You
11. Honky Tonk Women
12. The Worst
13. Sympathy for the Devil
14. Start Me Up
15. It's Only Rock'n'Roll
16. Brown Sugar
17. Jumpin' Jack Flash